# Jože Stanonik
Jože Stanonik, slovenski planinec, * 7. maj 1939, Škofja Loka.
Jože Stanonik je dolgoletni član Planinskega društva Škofja Loka, 30 let mu je tudi predsedoval. Prizadeval si je za izboljšanje pogojev za delo društva, vzdrževanje planinskih postojank in boljše počutje planincev v gorah. V tem času je društvo pridobilo veliko potrebnih objektov in naprav. Svoj čas je vlagal v pridobivanje donatorskih sredstev, sredstev iz proračuna republike in občine ter iskanje dobrih izvajalcev za razna društvena dela.

## Odlikovanja in nagrade
S svojim delom, nalogami in programi, k jih je opravljal kot član planinske organizacije in predsednik društva ter član vodstva Planinske zveze Slovenije, je veliko pripeval k razvoju in napredku planinstva na Škofjeloškem in širše po Sloveniji, za kar je prejel številna planinska in druga priznanja. Leta 2000 je prejel častni znak svobode Republike Slovenije z utemeljitvijo: »za požrtvovalno in vztrajno delo v planinski organizaciji«. Svečano listino, najvišje priznanje Planinske zveze Slovenije, je prejel leta 2007, leta 2014 pa zlati grb Občine Škofja Loka.